# Синайська православна церква
Це́рква Сина́ю або Архієпископі́я Сина́ю, також Правосла́вна це́рква го́ри Сина́й (грец. Ορθόδοξη Εκκλησία του Όρους Σινά, трансліт. Orthódoxi Ekklisía tou Órous Siná) — грецька автономна східно-православна церква в складі Єрусалимського патріархату з юрисдикцією на території Синайського півострова. Використовує у своїй літургії візантійський обряд, грецьку мову та юліанський календар, вона є частиною Східного християнства. Очолюється архієпископом Синайським, Фаранським та Раїфським, який одночасно є ігуменом монастиря Святої Катерини. Церкву очолює архієпископ гори Синай і Раїту, який традиційно освячується грецьким православним патріархом Єрусалиму, а також служить настоятелем монастиря. Нинішнім ієрархом є архієпископ Дам'ян.

## Історія
Перше повідомлення про ранню чернечого життя прийшло від ченця на ім'я Егер, який прибув в Святу Землю в якості паломника між 381 і 384 роками і написав звіт про свою подорож. Монастир, «Неопісячій купина», побудований за наказом візантійського імператора Юстиніана I і побудований святий Оленою, матір'ю римського імператора Костянтина I.
Про давність Синайської архієпископії свідчать матеріали Халкідонського собору, де у «Чині митрополій і архієпископій апостольського престолу Святого Граду» на 24-му місці згадується архієпископія «гори Синай», що свідчить про підпорядкованості Синайської архієпископії Єрусалимського патріархату. П'ятий Вселенський Собор відносить Синайську архієпископію до автокефальних церков через надані імператором Юстиніаном привілеї для монастиря Святої Катерини.
У 527 році, в зв'язку з великими пожертвами монастирю святої Катерини на Синаї з боку імператора Юстиніана, а також активним церковним будівництвом на його території з коштів імператорської скарбниці, Синайська архієпископія увійшла в юрисдикцію Константинопольського патріарха. З VII століття ігумени монастиря затверджуються в єпископському гідність (з IX століття — в архієпископському). Після завоювання в VII столітті Єгипту мусульманами і виникли внаслідок цього труднощами в спілкуванні з Константинополем хіротонію архієпископів Синайських знову став здійснювати єрусалимський патріарх, у чию юрисдикцію з 640 року повернулася Синайська архієпископія.
У 681 році, коли єпископ Фаранський був позбавлений катедри за монофелітство, єпископська катедра була перенесена у монастир святої Катерини і його ігумен став єпископом Фарану, а трохи пізніше у його підпорядкування перейшла єпархія Райт (Раїф). На початку 8 століття всі християни Синайського півострова перебували під юрисдикцією Синайського архієпископа.
Свячення Синайського архієпископа з 7 століття здійснює єрусалимський патріарх (його ім'я завжди підноситься за богослужінням у монастирі) в юрисдикцію якого монастир перейшов у 640 році після завоювання Єгипту мусульманами і виникненням унаслідок цього труднощів у спілкуванні з Константинопольським патріархатом. Офіційно автономія від Константинопольського патріархату була отримана лише в 1575 році (підтверджена 1782 року).
Сьогодні, окрім приблизно 20 ченців у монашій спільноті, ця церква включає кілька сотень бедуїнів та рибалок, які живуть на Синаї. Починаючи з вторгнення Ізраїлю в 1967 році, мабуть, найбільшою проблемою, з якою стикається громада, є збереження справжнього монастирського способу життя, маючи справу з масовим напливом туристів. Ця проблема тривала і після повернення району до Єгипту в 1982 році, а населення району збільшувалося. Папа Іван Павло II відвідав монастир 26 лютого 2000 року.
Синайська церква складається з монастиря Святої Катерини на Синайському півострові й ряду подвір'їв: 3-х в Єгипті і 14-ти за межами Єгипту: 9-ти — в Греції, 3-х — на Кіпрі, 1-го — в Лівані та 1-го — у Туреччині (Стамбул). Найбільшим подвір'ям архієпископії вважається «Джувані» в Каїрі (тут офіційно проживали багато з Синайських архієпископів). У 19 — початку 20 століть церква мала подвір'я в Російській Імперії — Бессарабії, Києві та Тбілісі.
Чисельність Синайської православної церкви становить 900 осіб (1986 рік). Предстоятель з 1973 року — Високопреосвященніший Дам'ян (Самартзіс).

## Особливості
Бібліотека монастиря славиться своєю великою старовиною та своїми рукописами. У 1859 році Тішендорф відкрив тут Синайський кодекс. На сьогодні він містить близько 4000 рукописів, а деякі найдавніші ікони у світі також знайдені в монастирі, який вже знаходився за межами Східної Римської імперії під час іконоборчих суперечок, коли багато ікон в імперії було знищено.
В даний час в монастирі крім бібліотеки є гостьовий дім та лікарня для місцевого населення. Монахи також керували школою в Каїрі з 1860 року. Монастир історично мав багато залежних церков та монастирів в інших країнах. У 2006 році були монастирі в Каїрі (де абат часто мешкає) та Олександрії, дев'ять у Греції, три на Кіпрі, один у Лівані та один у Стамбулі.